# Ващенко Петро Іванович
Петро Іванович Ващенко (14 червня 1896, Кобеляки — після 16 червня 1928) — військовий, громадський діяч, скрипаль; сотник Армії УНР.
Учасник Другого зимового походу.

## Життєпис
Закінчив Кобеляцьку комерційну школу.
У «Curriculum vitae» зазначив:
| “Батько мій походить з Полтавських козаків, мати — з Харківщини. Дітство і хлопіячі роки провів біля своєї рідні в Кобеляках, де батько мій працював в повітовім Земстві яко бухгалтер. Скінчивши в Кобеляках 7-клясну Комерційну школу, в 1914 році вступив до Петербургського Політехнічного Інституту на механічний відділ. Пробувши в Політех. Інституті з 1 вересня 1914 р. по 10 червня 1916 р., був мобілізован; яко студент II курсу опреділен до офіцерської школи, по скінченню котрої 6 грудня 1916 року був на фронті в X корпусі російської армії, котрий з кінцем 1917 року був українізований. По скінченню Берестейської умови служив цілий 1918 рік в Київі в інженерному куріню, пізніше разом з Українською армією очутився в Польщі (осінь 1920 року), де був інтернован і відправлен до Вадовиці і Александрово-Куявського. З табора виїхав весною 1921 року до Львова, де перебуваю до свого часу і учусь в Музичнім Інституті імени М. Лисенка. Вечерами граю яко скрипак в кіні, чим і утримую себе. Дома на Полтавщині залишилась тільки одна мама, батько помер в 1921 році. Львів. 16 червня 1923 рік. П. Ващенко”. |
Займав посаду помічника начальника розвідувального відділу Партизансько-повстанського штабу при Головній команді військ УНР, а потім розвідвідділу Штабу Повстанчої армії. Учасник Другого зимового походу Повстанської армії УНР (воював у складі групи генерала Василя Нельговського, яка перейшла кордон у ніч на 20 вересня 1921 року).
Автор спогаду «До рейду 1921 року» (журнал «За Державність. Матеріяли до Історії Війська Українського». — 36. 3. — С. 135—139). Він писав, що в 1921 році всі козаки і старшини, що перебували в таборі при м. Олександрові-Куявському, 
| “жили спогадами про славні, незабутні часи нашої боротьби за нашу державність, а водночас підготовлялися до нової запеклої боротьби та до помсти над віковічним ворогом свого народу — москалем”. | Завершує спомин так: 
| “Тиняючися на чужині, сини безталанної Матері-України часто пригадають собі славні часи Визвольної боротьби. Всією душею прагнуть вони на широкі лани рідної землі, вкриті рідними могилами, щоби поклонитися дорогим братам, полеглим у нерівній боротьбі за святеє наше діло”. |
У 1923 році зарахований на гідротехнічний відділ інженерного факультету Української Господарської академії в Подєбрадах. Грав під час показу незвукових фільмів у «Подєбрадській соколовні».
Диплом УГА здобув 16 червня 1928 року.